# Poecilia sphenops
Pour les articles homonymes, voir Molly.
 (janvier 2009).
Si vous disposez d'ouvrages ou d'articles de référence ou si vous connaissez des sites web de qualité traitant du thème abordé ici, merci de compléter l'article en donnant les références utiles à sa vérifiabilité et en les liant à la section « Notes et références ».
Espèce
Statut de conservation UICN

 LC  : Préoccupation mineure
Poecilia sphenops, communément appelé Molly, est une espèce de poissons d'eau douce tropicale de la famille des Poeciliidae. Noir moucheté de jaune à l'état sauvage, l'espèce est très populaire en aquarium et se décline en de multiples variétés colorées, dont le Black Molly.
Ne pas confondre cette espèce avec d'autres poissons du genre Poecilia qui sont aussi appelées « Molly ».

## Description de l'espèce

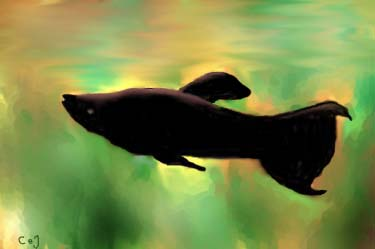
Un Black Molly

### Morphologie
À l'état sauvage, c'est un poisson noir moucheté de jaune mais sa couleur peut varier en fonction de l'origine de l'animal ainsi que de l'individu. Les femelles mesurent jusqu'à 6 cm, alors que les mâles ne mesurent que 4 cm.
En captivité il y a autant de couleurs qu'il est possible d'en imaginer et leur taille varie en fonction de l'espace mis à leur disposition ainsi que de l'alimentation et peut-être de l'éclairage. Dans un grand espace, le molly atteint une taille maximale de 8 cm pour une femelle contre 6 cm pour un mâle.
Le « Molly ballon » est une mutation obtenue par élevage sélectif des individus présentant une scoliose. Cette mutation inconnue dans la nature donne au Molly un corps court et ballonné. L'animal - à cause de sa forme - nage en se dandinant maladroitement. Certains diront que c'est une erreur d'élever cette variété déformée, car elle est plus fragile que les autres.

### Habitat d'origine
Ces poissons sont originaires d'Amérique centrale. Ce sont des poissons d'eau douce tropicale.

### Comportement
C'est un poisson grégaire. Poecilia sphenops est omnivore.

### Reproduction
Ce poisson est ovovivipare, ce qui signifie que le mâle féconde les œufs dans le ventre de la femelle et cette dernière garde les œufs dans son ventre jusqu'à ce qu'ils éclosent.
Une femelle peut donner entre 20 et 50 alevins par portée (100 pour les plus grosses) et une portée par mois en moyenne.
Les femelles de cette famille ont la particularité de donner naissance à plusieurs portées sans revoir de mâle car elles stockent le sperme.
L'espérance de vie de ces poissons est de 2 à 4 ans.

## Maintenance en captivité
| Origine         | Amérique centrale              | Eau           | eau douce             |
| Dureté de l'eau | 18-30 °GH                      | pH            | entre 7.5 et 8.2      |
| Température     | 22-30 °C                       | Volume mini.  | 250L                  |
| Alimentation    | Omnivore, à tendance herbivore | Taille adulte | de 4 à 8 cm           |
| Reproduction    | Ovovivipare                    | Zone occupée  | Surface et pleine eau |
| Sociabilité     | Paisible                       | Difficulté    | Moyennement facile    |

Cette espèce est particulièrement paisible et se plait beaucoup dans des bacs communautaires.
Ils aiment une eau comprise entre 20 et 28 °C, avec un pH légèrement alcalin compris entre 7,5 et 8,2 et avec d'une dureté  élevée comprise entre 18 °GH et 30 °GH.
Cette espèce apprécie les eaux légèrement salées, cela prévient de plus certaines maladies, comme notamment la maladie des points blancs.

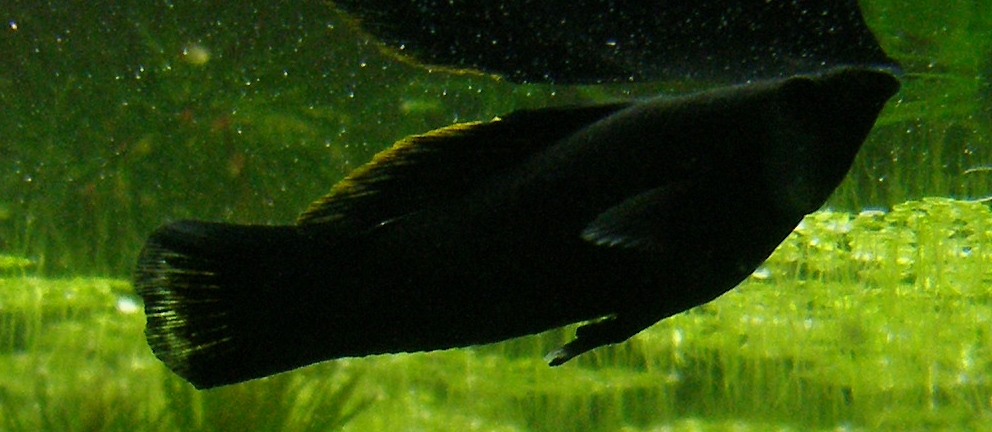
Black Molly à la surface de l'eau

Comme les autres Poecilia, ils nécessitent un apport de nourriture d'origine végétale comme la spiruline.

### Élevage
Le bac doit faire 25 °C pour la reproduction, qui est facile à obtenir.
Il est préférable de garder un mâle pour 2 ou 3 femelles dans l'aquarium pour éviter que les femelles ne subissent trop souvent les assauts du mâle, qui aurait vite fait de les épuiser.
Les femelles « Molly ballon » peuvent avoir plus de mal à pondre et ne survivent pas après la naissance des alevins.
Après la naissance, les alevins doivent se protéger de l'appétit des occupants du bac, y compris de la femelle pondeuse : ils peuvent le faire seuls s'il leur est possible de se cacher dans la végétation, mais il peut s'avérer nécessaire de les isoler en mettant la femelle dans un bac de ponte, où les alevins tombent dans une chambre basse dans laquelle les poissons adultes ne peuvent accéder.

## Autres membres de sa famille
Liste non exhaustive de poissons couramment proposés dans les animaleries :
- Gambusia holbrooki
- Xiphophorus hellerii (Xipho)
- Xiphophorus maculatus (Platy).
- Poecilia velifera (Molly voile, mâle et femelle)
- Poecilia latipinna
- Poecilia reticulata (Guppy)
- Belonesox belizanus